# Brankica Stevanović
Pour les articles homonymes, voir Stevanović.
Brankica Stevanović est une ancienne joueuse de volley-ball serbe née le 24 juin 1985. Elle mesure 1,80 m et jouait au poste de passeuse. 

## Clubs
| Club                  | De        | À         |
| --------------------- | --------- | --------- |
| Postar 064 Belgrade   | 2001-2002 | 2001-2002 |
| OK Klek               | 2002-2003 | 2002-2003 |
| Jedinstvo Užice       | 2003-2004 | 2003-2004 |
| OK Klek               | 2004-2005 | 2004-2005 |
| CSU Târgu Mureș       | 2005-2006 | 2005-2006 |
| Postar 064 Belgrade   | 2006-2007 | 2006-2007 |
| Iraklis Thessalonique | 2007-2008 | 2007-2008 |
| ŽOK Osijek            | 2008-2009 | 2008-2009 |
| Jedinstvo Užice       | 2009-2010 | 2010-2011 |
| Hainaut Volley        | 2011-2012 | 2011-2012 |
| OK Tent               | 2012-2013 | 2012-2013 |

## Palmarès
- Coupe de Serbie-et-Monténégro
  - Vainqueur : 2004.
- Championnat de Serbie 
  - Vainqueur : 2007.
- Coupe de Serbie 
  - Vainqueur : 2007